# Nothocercus
Nothocercus là một chi chim trong họ Tinamidae.